# LPGA Championship
Ne doit pas être confondu avec Championnat de la PGA.
Le Championnat de la LPGA (« Women's PGA Championship ») est un tournoi majeur de golf féminin créé en 1955 qui se dispute annuellement aux États-Unis. Il est considéré comme l'un des tournois majeurs de la LPGA depuis sa création, partageant cette désignation aujourd'hui avec le Championnat Chevron, l'Open américain, l'Open britannique et le Championnat Amundi Evian. Il se déroule chaque année sur un parcours différents. Il prend place au mois de juin.
Jusqu'à l'édition 2005, l'épreuve était seulement ouverte aux professionnelles, au contraire des autres tournois comme l'Open britannique et l'Open américain. Cette ouverture est en partie due à l'émergence de Michelle Wie, le but étant d'augmenter la couverture médiatique grâce à cette jeune joueuse déjà très connue et courtisée par les médias.

## Palmarès
| Année | Joueuse              | Parcours                                    | Dotation     |
| ----- | -------------------- | ------------------------------------------- | ------------ |
| 1955  | Beverly Hanson       | Orchard Ridge Country Club, Indiana         | 6 000 $      |
| 1956  | Marlene Hagge        | Forest Lake Country Club, Michigan          | 6 500 $      |
| 1957  | Louise Suggs         | Churchill Valley Country Club, Pennsylvanie | 7 600 $      |
| 1958  | Mickey Wright        | Churchill Valley Country Club, Pennsylvanie | 7 500 $      |
| 1959  | Betsy Rawls          | Sheraton Hotel Country Club, Indiana        | 7 500 $      |
| 1960  | Mickey Wright (2)    | Sheraton Hotel Country Club, Indiana        | 8 500 $      |
| 1961  | Mickey Wright (3)    | Stardust Country Club, Nevada               | 15 000 $     |
| 1962  | Judy Kimball         | Stardust Country Club, Nevada               | 15 000 $     |
| 1963  | Mickey Wright (4)    | Stardust Country Club, Nevada               | 16 500 $     |
| 1964  | Mary Mills           | Stardust Country Club, Nevada               | 16 500 $     |
| 1965  | Sandra Haynie        | Stardust Country Club, Nevada               | 17 500 $     |
| 1966  | Gloria Ehret         | Stardust Country Club, Nevada               | 17 500 $     |
| 1967  | Kathy Whitworth      | Pleasant Valley Country Club, Massachusetts | 17 500 $     |
| 1968  | Sandra Post          | Pleasant Valley Country Club, Massachusetts | 20 000 $     |
| 1969  | Betsy Rawls (2)      | Concord Resort Hotel, New York              | 35 000 $     |
| 1970  | Shirley Englehorn    | Pleasant Valley Country Club, Massachusetts | 30 000 $     |
| 1971  | Kathy Whitworth (2)  | Pleasant Valley Country Club, Massachusetts | 53 000 $     |
| 1972  | Kathy Ahern          | Pleasant Valley Country Club, Massachusetts | 50 000 $     |
| 1973  | Mary Mills (2)       | Pleasant Valley Country Club, Massachusetts | 35 000 $     |
| 1974  | Sandra Haynie (2)    | Pleasant Valley Country Club, Massachusetts | 50 000 $     |
| 1975  | Kathy Whitworth (3)  | Pine Ridge Golf Course, Maryland            | 55 000 $     |
| 1976  | Betty Burfeindt      | Pine Ridge Golf Course, Maryland            | 55 000 $     |
| 1977  | Chako Higuchi        | Bay Tree Golf Plantation, Caroline du Sud   | 150 000 $    |
| 1978  | Nancy Lopez          | Jack Nicklaus Sports Center, Ohio           | 150 000 $    |
| 1979  | Donna Caponi         | Jack Nicklaus Sports Center, Ohio           | 150 000 $    |
| 1980  | Sally Little         | Jack Nicklaus Sports Center, Ohio           | 150 000 $    |
| 1981  | Donna Caponi (2)     | Jack Nicklaus Sports Center, Ohio           | 150 000 $    |
| 1982  | Jan Stephenson       | Jack Nicklaus Sports Center, Ohio           | 200 000 $    |
| 1983  | Patty Sheehan        | Jack Nicklaus Sports Center, Ohio           | 200 000 $    |
| 1984  | Patty Sheehan (2)    | Jack Nicklaus Sports Center, Ohio           | 250 000 $    |
| 1985  | Nancy Lopez (2)      | Jack Nicklaus Sports Center, Ohio           | 250 000 $    |
| 1986  | Pat Bradley          | Jack Nicklaus Sports Center, Ohio           | 300 000 $    |
| 1987  | Jane Geddes          | Jack Nicklaus Sports Center, Ohio           | 350 000 $    |
| 1988  | Sherri Turner        | Jack Nicklaus Sports Center, Ohio           | 350 000 $    |
| 1989  | Nancy Lopez (3)      | Jack Nicklaus Sports Center, Ohio           | 500 000 $    |
| 1990  | Beth Daniel          | Bethesda Country Club, Maryland             | 1 000 000 $  |
| 1991  | Meg Mallon           | Bethesda Country Club, Maryland             | 1 000 000 $  |
| 1992  | Betsy King           | Bethesda Country Club, Maryland             | 1 000 000 $  |
| 1993  | Patty Sheehan (3)    | Bethesda Country Club, Maryland             | 1 000 000 $  |
| 1994  | Laura Davies         | DuPont Country Club, Delaware               | 1 100 000 $  |
| 1995  | Kelly Robbins        | DuPont Country Club, Delaware               | 1 200 000 $  |
| 1996  | Laura Davies (2)     | DuPont Country Club, Delaware               | 1 200 000 $  |
| 1997  | Christa Johnson      | DuPont Country Club, Delaware               | 1 200 000 $  |
| 1998  | Pak Se-ri            | DuPont Country Club, Delaware               | 1 300 000 $  |
| 1999  | Juli Inkster         | DuPont Country Club, Delaware               | 1 400 000 $  |
| 2000  | Juli Inkster (2)     | DuPont Country Club, Delaware               | 1 400 000 $  |
| 2001  | Karrie Webb          | DuPont Country Club, Delaware               | 1 500 000 $  |
| 2002  | Pak Se-ri (2)        | DuPont Country Club, Delaware               | 1 500 000 $  |
| 2003  | Annika Sörenstam     | DuPont Country Club, Delaware               | 1 600 000 $  |
| 2004  | Annika Sörenstam (2) | DuPont Country Club, Delaware               | 1 600 000 $  |
| 2005  | Annika Sörenstam (3) | Bulle Rock Golf Course, Maryland            | 1 800 000 $  |
| 2006  | Pak Se-ri (3)        | Bulle Rock Golf Course, Maryland            | 1 800 000 $  |
| 2007  | Suzann Pettersen     | Bulle Rock Golf Course, Maryland            | 2 000 000 $  |
| 2008  | Yani Tseng           | Bulle Rock Golf Course, Maryland            | 2 000 000 $  |
| 2009  | Anna Nordqvist       | Bulle Rock Golf Course, Maryland            | 2 000 000 $  |
| 2010  | Cristie Kerr         | Locust Hill Country Club, New York          | 2 250 000 $  |
| 2011  | Yani Tseng (2)       | Locust Hill Country Club, New York          | 2 500 000 $  |
| 2012  | Shanshan Feng        | Locust Hill Country Club, New York          | 2 500 000 $  |
| 2013  | Inbee Park           | Locust Hill Country Club, New York          | 2 250 000 $  |
| 2014  | Inbee Park (2)       | Monroe Golf Club, New York                  | 2 250 000 $  |
| 2015  | Inbee Park (3)       | Westchester Country Club, New York          | 3 500 000 $  |
| 2016  | Brooke Henderson     | Sahalee Country Club, Washington            | 3 500 000 $  |
| 2017  | Danielle Kang        | Olympia Fields Country Club, Illinois       | 3 500 000 $  |
| 2018  | Sung Hyun Park       | Kemper Lakes Golf Club, Illinois            | 3 650 000 $  |
| 2019  | Hannah Green         | Hazeltine National Golf Club, Minnesota     | 3 850 000 $  |
| 2020, | Kim Sei-young        | Aronimink Golf Club, Pennsylvanie           | 4 300 000 $  |
| 2021  | Nelly Korda          | Atlanta Athletic Club, Géorgie              | 4 500 000 $  |
| 2022  | Chun In-gee          | Congressional Country Club, Maryland        | 9 000 000 $  |
| 2023  | Ruoning Yin          | Baltusrol Golf Club, New Jersey             | 10 000 000 $ |
| 2024  | Amy Yang             | Sahalee Country Club, Washington            | 10 400 000 $ |
| 2025  | Minjee Lee           | Fields Ranch East, Texas                    | 12 000 000 $ |